# Chiesa di San Bernardo (Favale di Malvaro)
La chiesa di San Bernardo è un luogo di culto cattolico situato nella frazione di Monteghirfo, in via Ballo, nel comune di Favale di Malvaro nella città metropolitana di Genova. La chiesa è sede della parrocchia omonima del vicariato della Val Fontanabuona della diocesi di Chiavari.

## Storia e descrizione
Originariamente sul luogo dell'attuale edificio sorgeva una cappella di origine medievale e fu solo nel corso del XIX secolo che la struttura subì un progressivo ampliamento.
La facciata è risalente al 1880 e presenta robuste colonne con fini capitelli.
La comunità parrocchiale originariamente era assoggetta, in parte, alla parrocchiale di San Vincenzo di Favale di Malvaro e alla comunità di Sant'Andrea di Verzi di Lorsica. Fu il cardinale e arcivescovo di Genova Placido Maria Tadini ha istituire l'indipendente rettoria il 28 gennaio 1837. 